# Baia Nido d'aquila
La baia Nido d'aquila (in inglese Eyrie Bay) è una baia, larga circa 4,2 km e lunga 5,1, situata davanti alla costa orientale della Penisola Trinity, nella parte settentrionale della Terra di Graham, in Antartide. La baia è delimitata a sud da punta Jade, sul promontorio Yatrus.

## Storia
La baia Nido d'aquila è stata così battezzata dal Comitato britannico per i toponimi antartici in associazione con la sua prossimità all'isola Eagle (in inglese, la parola eagle significa aquila), che a sua volta era stata così battezzata nel 1945 dal British Antarctic Survey, che all'epoca si chiamava ancora Falkland Islands and Dependencies Survey (FIDS), in onore di una delle sue navi, l'Eagle appunto.